# Janne Lundström
Jan ("Janne") Georg Östen Lundström, född 16 mars 1941 i Simrishamn, är en svensk författare, kulturjournalist, översättare och illustratör. Han var 2001–2019 gift med förlagsredaktören och översättaren Gallie Eng.

## Biografi
Lundström har givit ut omkring 40 titlar, barn- och ungdomsböcker, seriealbum, läromedel och facklitteratur. Han skrev manus till serien Fantomen under 1970-talet och var en av initiativtagarna till att Seriefrämjandet bildades 1968. Han var 1968–1973 redaktör för denna organisations tidning Thud.
Hans figur Johan Vilde publicerades i fyra seriealbum (tecknade av dansk-katalanen Jaime Vallvé) och fem böcker 1978–1985. Böckerna återutgavs 1977–2000, varvid det första seriealbumet även publicerades i bokform.  I dessa äventyrsberättelser försökte Lundström skildra kolonialismen i Västafrika utan våld och schabloner.
Lundström har översatt och bearbetat ett antal afrikanska folksagor, däribland så kallade "dilemmasagor", i tio titlar.
Lundström var ledamot i Svenska barnboksakademien 1990–2007. Han var ordförande i juryn för Litteraturpriset till Astrid Lindgrens minne 2002–2004 och ledamot 2004–2006.